# German Masters 2020
Il German Masters 2020 è il diciottesimo evento della stagione 2019-2020 di snooker ed è la 11ª edizione di questo torneo che si è disputato dal 29 gennaio al 2 febbraio 2020 a Berlino in Germania.
È il secondo torneo stagionale della BetVictor European Series 2020.
1° German Masters, 1º torneo della BetVictor European Series e 15º titolo Ranking per Judd Trump.
Finale 2019: Kyren Wilson è il campione in carica dopo aver battuto per 9-7 David Gilbert nella finale dello scorso anno nella quale ha ottenuto il 1° successo in questo torneo.

## Montepremi
- Vincitore: £80.000
- Finalista: £35.000
- Semifinalisti: £17.500
- Quarti di Finale: £11.000
- Ottavi di Finale: £6.000
- Sedicesimi di Finale: £4.000
- Trentaduesimi di Finale: £3.000
- Miglior Break della competizione: £5.000

## Tabellone delle qualificazioni
Le qualificazioni si sono disputate tra il 20 e il 22 dicembre 2019 a Barnsley in Inghilterra.

### Turno 1
| Giocatore          | Giocatore             | Risultato |
| ------------------ | --------------------- | --------- |
| Kyren Wilson       | Rod Lawler            | 5 - 1     |
| Ken Doherty        | Zhao Xintong          | 4 - 5     |
| Anthony McGill     | Jackson Page          | 5 - 2     |
| Liang Wenbó        | Jimmy White           | 5 - 3     |
| Ali Carter         | Simon Lichtenberg     | 5 - 3     |
| Jak Jones          | Sam Craigie           | 5 - 4     |
| Gary Wilson        | Alan McManus          | 5 - 3     |
| Xu Si              | Hossein Vafaei        | 5 - 3     |
| Oliver Lines       | Alfie Burden          | 5 - 2     |
| Tom Ford           | Ben Woollaston        | 5 - 3     |
| Thor Chuan Leong   | Dominic Dale          | 1 - 5     |
| Shaun Murphy       | Joe O'Connor          | 5 - 2     |
| Harvey Chandler    | Billy Joe Castle      | 5 - 2     |
| Scott Donaldson    | Si Jiahui             | 5 - 1     |
| Matthew Stevens    | Peter Ebdon           | 5 - 4     |
| Ding Junhui        | Alex Borg             | 5 - 0     |
| John Higgins       | Adam Stefanow         | 5 - 1     |
| Li Hang            | Mei Xiwen             | 5 - 4     |
| Mark Davis         | Chang Bingyu          | 5 - 2     |
| David Lilley       | Robbie Williams       | 1 - 5     |
| Stuart Bingham     | Lu Ning               | 5 - 0     |
| Duane Jones        | Robert Milkins        | 0 - 5     |
| Jimmy Robertson    | Eden Sharav           | 5 - 0     |
| Elliot Slessor     | Fraser Patrick        | 5 - 3     |
| Michael Holt       | Alexander Ursenbacher | 1 - 5     |
| Thepchaiya Un-Nooh | Zhang Jiankang        | 5 - 1     |
| Chris Wakelin      | Mitchell Mann         | 4 - 5     |
| Jack Lisowski      | Michael White         | 1 - 5     |
| Ian Burns          | Paul Davison          | 5 - 1     |
| Lyu Haotian        | Zhang Anda            | 1 - 5     |
| Lukas Kleckers     | Igor Figueiredo       | 4 - 5     |
| Neil Robertson     | Martin O'Donnell      | 5 - 3     |
| Mark Williams      | Andy Hicks            | 5 - 1     |
| Mark King          | Riley Parsons         | 5 - 1     |
| Zhou Yuelong       | Iulian Boiko          | 5 - 0     |
| Yuan Sijun         | Chen Feilong          | 5 - 3     |
| Stephen Maguire    | Soheil Vahedi         | 5 - 3     |
| Tian Pengfei       | Lei Peifan            | 5 - 4     |
| Graeme Dott        | Craig Steadman        | 5 - 4     |
| Luo Honghao        | Ashley Carty          | 2 - 5     |
| Sam Baird          | Kishan Hirani         | 4 - 5     |
| Ryan Day           | Andrew Higginson      | 3 - 5     |
| Liam Highfield     | Nigel Bond            | 2 - 5     |
| David Gilbert      | Jordan Brown          | 4 - 5     |
| Bai Langning       | James Cahill          | 5 - 4     |
| Matthew Selt       | Peter Lines           | 5 - 3     |
| Jamie Clarke       | Brandon Sargeant      | 5 - 2     |
| Mark Selby         | Fan Zhengyi           | 5 - 0     |
| Mark Allen         | Kurt Maflin           | 5 - 3     |
| Gerard Greene      | Lee Walker            | 5 - 3     |
| Ricky Walden       | Martin Gould          | 4 - 5     |
| Mark Joyce         | Michael Georgiou      | 0 - 5     |
| Barry Hawkins      | Ross Bulman           | 2 - 5     |
| John Astley        | David Grace           | 4 - 5     |
| Xiao Guodong       | Sunny Akani           | 0 - 5     |
| Anthony Hamilton   | Hammad Miah           | 5 - 1     |
| Luca Brecel        | Louis Heathcote       | 5 - 3     |
| Yan Bingtao        | Marco Fu              | 5 - 4     |
| Barry Pinches      | Andy Lee              | 5 - 3     |
| Joe Perry          | Fergal O'Brien        | 5 - 2     |
| Jamie O'Neill      | Kacper Filipiak       | 4 - 5     |
| Noppon Saengkham   | Mike Dunn             | 5 - 4     |
| Stuart Carrington  | Chen Zifan            | 5 - 0     |
| Judd Trump         | Daniel Wells          | 5 - 1     |

### Turno 2
| Giocatore             | Giocatore          | Risultato |
| --------------------- | ------------------ | --------- |
| Kyren Wilson          | Zhao Xintong       | 4 - 5     |
| Anthony McGill        | Liang Wenbó        | 5 - 1     |
| Ali Carter            | Jak Jones          | 4 - 5     |
| Gary Wilson           | Xu Si              | 5 - 1     |
| Oliver Lines          | Tom Ford           | 3 - 5     |
| Dominic Dale          | Shaun Murphy       | 1 - 5     |
| Harvey Chandler       | Scott Donaldson    | 4 - 5     |
| Matthew Stevens       | Ding Junhui        | 2 - 5     |
| John Higgins          | Li Hang            | 5 - 4     |
| Mark Davis            | Robbie Williams    | 4 - 5     |
| Stuart Bingham        | Robert Milkins     | 3 - 5     |
| Jimmy Robertson       | Elliot Slessor     | 2 - 5     |
| Alexander Ursenbacher | Thepchaiya Un-Nooh | 5 - 2     |
| Mitchell Mann         | Michael White      | 5 - 1     |
| Ian Burns             | Zhang Anda         | 5 - 3     |
| Igor Figueiredo       | Neil Robertson     | 2 - 5     |
| Mark Williams         | Mark King          | 5 - 2     |
| Zhou Yuelong          | Yuan Sijun         | 3 - 5     |
| Stephen Maguire       | Tian Pengfei       | 3 - 5     |
| Graeme Dott           | Ashley Carty       | 5 - 0     |
| Kishan Hirani         | Andrew Higginson   | 5 - 3     |
| Nigel Bond            | Jordan Brown       | 5 - 3     |
| Bai Langning          | Matthew Selt       | 3 - 5     |
| Jamie Clarke          | Mark Selby         | 5 - 4     |
| Mark Allen            | Gerard Greene      | 4 - 5     |
| Martin Gould          | Michael Georgiou   | 2 - 5     |
| Ross Bulman           | David Grace        | 3 - 5     |
| Sunny Akani           | Anthony Hamilton   | 5 - 1     |
| Luca Brecel           | Yan Bingtao        | 5 - 1     |
| Barry Pinches         | Joe Perry          | 2 - 5     |
| Kacper Filipiak       | Noppon Saengkham   | 2 - 5     |
| Stuart Carrington     | Judd Trump         | 2 - 5     |

## Avvenimenti

### Sedicesimi di Finale
Nella prima giornata del torneo vincono Mark Williams e Judd Trump. Gli altri favoriti riescono ad avanzare con facilità tranne Ding Junhui e John Higgins che perdono entrambi al decisivo rispettivamente contro Scott Donaldson e Robbie Williams; il cinese aveva già perso recentemente contro lo scozzese allo European Masters. Da segnalare anche il 5-0 di Luca Brecel contro Joe Perry.

### Ottavi di Finale
Viene eliminato il vincitore delle edizioni 2011 e 2018 Mark Williams, che si fa battere 5-2 da Graeme Dott dopo un inizio equilibrato. Molto combattuto è anche il match tra Luca Brecel e Judd Trump, vinto da quest'ultimo 3-5. Passano inoltre Matthew Selt, Michael Georgiou, Zhao Xintong, Shaun Murphy, Neil Robertson ed Elliot Slessor.

### Quarti di Finale
Nei quarti passano tutti i favoriti: Murphy batte 3-5 Zhao Xintong, Robertson travolge 0-5 Slessor, Dott vince 5-2 contro Selt e Trump trionfa contro Georgiou 1-5 dopo una partita composta da molti centoni.

### Semifinali
La prima semifinale tra Dott e Trump è priva di serie di qualità ma ricca di diverse fasi tattiche. Dopo aver preso il primo frame, Trump ne perde due di fila (tra cui uno in cui era avanti nel differenziale e si fa recuperare il fallo che serviva allo scozzese per vincere). Successivamente l'inglese si porta sul 3-2 e viene raggiunto sempre fino al 4-4. Trump con facilità prende gli ultimi due frames siglando l'unico centone del match nel 9° frame (serie da 110) e trionfa 6-4.
Nell'altra sfida, Robertson prende il volo dopo un botta e risposta iniziale. Senza faticare l'australiano vince 6-1 e raggiunge la sua seconda finale consecutiva.

### Finale
I due contendenti arrivano alla pausa di metà sessione in parità 2-2. Successivamente è l'australiano a portarsi avanti 4-2, grazie ad un frame vinto in rimonta fino all'ultima nera e ad una serie da 77. Tuttavia l'inglese riesce a chiudere la sessione sul 4-4.
Nella sessione serale Trump si porta sul 6-4 con due serie da 75 e 66. Robertson chiude la striscia di quattro frames vinti dall'avversario con un break da 66 e successivamente Trump chiude i conti 9-6 siglando il suo unico centone e il secondo del match nell'ultimo frame.

## Fase a eliminazione diretta
| Sedicesimi di Finale   | Ottavi di Finale       | Quarti di Finale       | Semifinali                | Finale                  |
| ---------------------- | ---------------------- | ---------------------- | ------------------------- | ----------------------- |
| Al meglio dei 9 frames | Al meglio dei 9 frames | Al meglio dei 9 frames | Al meglio degli 11 frames | Al meglio dei 17 frames |

### Sedicesimi di Finale
| Giocatore             | Giocatore        | Risultato |
| --------------------- | ---------------- | --------- |
| Zhao Xintong          | Anthony McGill   | 5 - 2     |
| Jak Jones             | Gary Wilson      | 1 - 5     |
| Tom Ford              | Shaun Murphy     | 1 - 5     |
| Scott Donaldson       | Ding Junhui      | 5 - 4     |
| John Higgins          | Robbie Williams  | 4 - 5     |
| Robert Milkins        | Elliot Slessor   | 3 - 5     |
| Alexander Ursenbacher | Mitchell Mann    | 4 - 5     |
| Ian Burns             | Neil Robertson   | 1 - 5     |
| Mark Williams         | Yuan Sijun       | 5 - 2     |
| Tian Pengfei          | Graeme Dott      | 4 - 5     |
| Kishan Hirani         | Nigel Bond       | 2 - 5     |
| Matthew Selt          | Jamie Clarke     | 5 - 0     |
| Gerard Greene         | Michael Georgiou | 1 - 5     |
| David Grace           | Sunny Akani      | 0 - 5     |
| Luca Brecel           | Joe Perry        | 5 - 0     |
| Noppon Saengkham      | Judd Trump       | 1 - 5     |

### Ottavi di Finale
| Giocatore        | Giocatore       | Risultato |
| ---------------- | --------------- | --------- |
| Zhao Xintong     | Gary Wilson     | 5 - 1     |
| Shaun Murphy     | Scott Donaldson | 5 - 2     |
| Robbie Williams  | Elliot Slessor  | 3 - 5     |
| Mitchell Mann    | Neil Robertson  | 0 - 5     |
| Mark Williams    | Graeme Dott     | 2 - 5     |
| Nigel Bond       | Matthew Selt    | 2 - 5     |
| Michael Georgiou | Sunny Akani     | 5 - 3     |
| Luca Brecel      | Judd Trump      | 3 - 5     |

### Quarti di Finale
| Giocatore        | Giocatore      | Risultato |
| ---------------- | -------------- | --------- |
| Zhao Xintong     | Shaun Murphy   | 3 - 5     |
| Elliot Slessor   | Neil Robertson | 0 - 5     |
| Graeme Dott      | Matthew Selt   | 5 - 2     |
| Michael Georgiou | Judd Trump     | 1 - 5     |

### Semifinali
| Giocatore    | Giocatore      | Risultato |
| ------------ | -------------- | --------- |
| Shaun Murphy | Neil Robertson | 1 - 6     |
| Graeme Dott  | Judd Trump     | 4 - 6     |

### Finale
| Tempodrom, Berlino, Germania, 2 febbraio 2020 Arbitro: Rob Spencer                                        | Tempodrom, Berlino, Germania, 2 febbraio 2020 Arbitro: Rob Spencer | Tempodrom, Berlino, Germania, 2 febbraio 2020 Arbitro: Rob Spencer |
| Neil Robertson (3)                                                                                        | 6 - 9                                                              | Judd Trump (1)                                                     |
| --- | ------------------------------------------------------------------ | ------------------------------------------------------------------ |
| PRIMA SESSIONE: 0-1 1-1 1-2 2-2 3-2 4-2 4-3 4-4 (4-4) SECONDA SESSIONE: 4-5 4-6 5-6 5-7 5-8 6-8 6-9 (2-5) |                                                                    |                                                                    |
| MIGLIOR BREAK: 120 CENTURY BREAKS: 1                                                                      | [ 3 ]                                                              | MIGLIOR BREAK: 100 CENTURY BREAKS: 1                               |
| Judd Trump vince il German Masters 2020                                                                   |                                                                    |                                                                    |

### Century Breaks(33)[15]
| N° | Giocatore        | Century Breaks | Miglior Break |
| -- | ---------------- | -------------- | ------------- |
| 1  | Neil Robertson   | 6              | 136           |
| 2  | Judd Trump       | 5              | 129           |
| 3  | John Higgins     | 2              | 138 (£5.000)  |
| =  | Gary Wilson      | 2              | 134           |
| =  | Mark Williams    | 2              | 133           |
| =  | Shaun Murphy     | 2              | 129           |
| =  | Luca Brecel      | 2              | 122           |
| =  | Mitchell Mann    | 2              | 111           |
| 4  | Nigel Bond       | 1              | 132           |
| =  | Scott Donaldson  | 1              | 132           |
| =  | Elliot Slessor   | 1              | 130           |
| =  | Yuan Sijun       | 1              | 126           |
| =  | Robbie Williams  | 1              | 122           |
| =  | Graeme Dott      | 1              | 121           |
| =  | Robert Milkins   | 1              | 119           |
| =  | Michael Georgiou | 1              | 112           |
| =  | Matthew Selt     | 1              | 108           |
| =  | Sunny Akani      | 1              | 102           |

### Miglior Break nelle qualificazioni
| Giocatore | Break | Avversario   |
| --------- | ----- | ------------ |
| Tom Ford  | 143   | Oliver Lines |